# 엘렌 드 푸제롤
엘렌 드 푸제롤(Hélène de Fougerolles, 1973년 2월 25일 ~ )는 프랑스의 배우이다.

## 출연 작품
- 여왕 마고